# Europamästerskap
Europamästerskap, EM, kallas sportevenemang som arrangeras regelbundet med deltagare från hela Europa, ibland föregångna av kvalificeringstävlingar, och där slutsegraren erhåller titeln Europamästare. Det är medlemmarna i europeiska sportförbund som deltar. Vissa länder, till exempel Ryssland och Turkiet, ligger geografiskt sett delvis även i Asien, och deltar då antingen i europamästerskap eller asiatiska mästerskap beroende på vilket regionalt förbund man för tillfället är medlem av. Undantaget är Israel, som ligger uteslutande i Asien, men som ändå tillåts delta i EM.
Inom ishockey anordnades 1928–1991 oftast herrarnas Europamästerskap i samband med världsmästerskap, där bara resultat mellan europeiska lag räknades.

## Europamästerskap i urval
Brottning
- Europamästerskapen i brottning

Cykelsport
- Europamästerskapen i bancykling
- Europamästerskapen i landsvägscykling

Fotboll
- Europamästerskapet i fotboll
- Europamästerskapet i fotboll för damer

Friidrott
- Europamästerskapen i friidrott

Handboll
- Europamästerskapet i handboll för damer
- Europamästerskapet i handboll för herrar

Ishockey
- Europamästerskap i ishockey

Rodd
- Europamästerskapen i rodd

Simsport
- Europamästerskapen i simsport

Skridskor
- Europamästerskapen i hastighetsåkning på skridskor
- Europamästerskapen i konståkning

Schack
- Europamästerskap i schack